# Верховний Суд Пакистану
Верховний Суд Пакистану (англ. Supreme Court of Pakistan, урду عدالت عظمیٰ پاکستان‎) є верхньою інстанцією суду в судовій ієрархії Пакистану.
Створений відповідно до VII Частини Конституції Пакистану, він має вичерпну та розгалужену апеляційну, оригінальну та консультативну юрисдикцію на всіх судах (включаючи вищі суди, окружний, спеціальний і шаріатський суд), що включає питання федеральних законів і може діяти на вироки, винесені у справах в контексті яких він має юрисдикцію. У судовій системі Пакистану Верховний Суд є остаточним арбітром юридичного і конституційного спору, а також остаточним перекладачем конституційного права .

## Історія
Верховний суд Пакистану був створений 1956 року, відповідно до положення Конституції і замінив Федеральний суд, створений в 1948 році (який був наступником Федерального суду Індії заснованого в 1937 році). З моменту створення в 1956 році, Верховний суд зберігав свої повноваження протягом усього часу.
За Конституцією 1956 року Верховний суд розташовувався в Карачі, але пізніше був переміщений в Лахор. У Конституції 1973 було зазначено, що Верховний суд повинен розташовуватися в Ісламабаді. Через відсутність фінансування будівлю суду в Ісламабаді не було побудовано, тому в 1974 році Верховний суд був переміщений з Лахора в Равалпінді. У 1989 році були виділені кошти на будівництво нової будівлі в Ісламабаді. Будівництво будинку почалося в 1990 році, а 31 грудня 1993 року суд перемістився в нове приміщення в Ісламабаді .

## Склад
Верховний суд Пакистану складається з голови і 16 інших суддів, що призначаються президентом. Людина з 5-річним досвідом роботи в якості судді або 15-річним досвідом роботи в якості адвоката має право претендувати на посаду судді Верховного суду. Президент Пакистану призначає суддів Верховного суду з числа осіб, рекомендованих Верховним судом на основі їх знань і досвіду в різних областях права. Рекомендації Верховного суду є обов'язковими для президента. Відповідно до практики, як правило, найстарший суддя Верховного суду призначається головним суддею. Суддя займає свою посаду до досягнення 65-річного віку, якщо тільки він не йде у відставку раніше або не відсторонюється від посади відповідно до Конституції. Суддя може бути звільнений з посади лише з підстав передбачених Конституцією, а саме - фізичної або розумової недієздатності або неправомірних дій, правомірність яких буде визначена Вищою судовою радою.
Верховний Суд постійно знаходиться в Ісламабаді і збирається у будівлі Верховного Суду на Авеню Конституції. Верховний Суд інколи називається SCOP, згідно з іншим PMOP. 

## Судова незалежність
Верховний Суд має явні повноваження де-юре і користується могутньою незалежністю суду, щоб блокувати здійснення певних повноважень прем'єр-міністра або законодавчих повноважень парламенту, що суперечить Конституції. Верховний Суд підтримав свою інституційну цілісність і зміг зберегти свою владу в певній мірі перед обличчям воєнного стану в Пакистані в останні десятиліття.
В іншому прикладі де-юре, що надається Суду, засвідчується в статті 17 Конституції:
Кожен громадянин, не перебуваючи на службі Пакистану (штату), має право утворювати або бути членом політичної партії з урахуванням будь-яких розумних обмежень, встановлених законом в інтересах суверенітету або цілісності Пакистану, та цей закон передбачає, що у випадку, коли уряд заявляє, що будь-яка політична партія була сформована або діє у спосіб, що заважає суверенітету або цілісності Пакистану, федеральний уряд повинен протягом п'ятнадцяти днів після такої заяви подати справу до Верховного Суду, чий Рішення про таке звернення є остаточним.
Конституція також дозволяє Верховному Суду мати повноваження та здійснювати спонтанні проти особи, незалежно від статусу чи влади, що була неслухняною чи неповажною до Верховного Суду, його суддів та посадових осіб у формі поведінки, що виступає проти або протидіє інституційній цілісності та популярному авторитету Верховного суду.
У 1997 році голова суду С. А. Шах знайшов в прем'єр-міністра Наваза Шаріфа неповагу до суду, але це було скасовано Вищою суддівською радою.

### Судова демографія
Конституція дозволяє суддям бути призначеними у Верховному суді незалежно від кольору, расової та релігійної секти. Судді А.С.М. Акрам, Фазал Акбар, Амін Ахмед, Абдус Саттар, Хамедор Рахман і Хамудур Рахман (Верховний суддя) були бенгальськими / біхарськими юристами, які служили вищими суддями у Верховному суді. У 1960 році суддя Елвін Роберт Корнеліус став першим християнистом, який став головним суддею, тоді як Джордж Костянтин теж служив у суді.

## Юрисдикція
Верховний Суд має всю оригінальну, апеляційну та консультативну юрисдикцію у всіх судах країни, отже, Верховний Суд є остаточним арбітром всіх випадків, коли рішення було досягнуто. У 1976 р. юрисдикція Верховного суду обмежувалася прийняттям п'ятої поправки до Конституції, але її повноваження були відновлені в 1985 році через восьму поправку, яка додатково розширила юрисдикцію Верховного суду.
З 2008-2013 рр. Верховний Суд неодноразово використовує свою вляду з метою перевірки та збалансування державних органів та з метою запобігання зловживанням правами людини.
Незалежна юрисдикція Верховного Суду позитивно оцінюється спостерігачами в якості спроби забезпечити чесний, швидкий та публічний розгляд владних повноважень, звинувачених у зловживанні основними правами людини. Коментуючи питання "суо моту", К.М. Шариф піддав критиці: "Юрисдикція Верховного суду буде звертати увагу на всі питання, в яких виконавча влада демонструє слабкість". Верховний Суд є єдиним федеральним судом, який має юрисдикцію за прямими зверненнями до рішень високих судів, як повноваження, надане Конституцією як компетенція апеляційної інстанції.
Верховний Суд також має оригінальну юрисдикцію у будь-якій суперечці між двома або більше провінційними урядами або самим урядом Пакистану, де Верховний Суд може виносити декларативні рішення лише для врегулювання спорів.

## External Links
- Pakistan Press Foundation